# Averkij (Taušev)
Averkij (světským jménem: Alexandr Pavlovič Taušev; 1. listopadu 1906, Kazaň – 10. dubna 1976, Utica) byl ruský duchovní ruské pravoslavné církve v zahraničí, arcibiskup syracuský a trojický, vikář východoamerické eparchie.

## Život
Narodil se 1. listopadu 1906 v Kazani jako syn šlechtice Pavla Sergejeviče a Marie Vladimirovny.
Jako dítě rád četl. Po přečtení dětských knih, poté Puškina, Gogola a Lermontova se rozhodl číst duchovní literaturu.
V lednu 1920 se rodina rozhodla odejít ze země. Na konci ledna dorazili do bulharské Varny. Ve stejném roce zde bylo otevřeno ruské gymnázium a Alexandr zde začal studovat. Navštěvoval chrám svatého Atanáše Velikého.
V létě 1925 dorazil do Varny arcibiskup Feofan (Bystrov), který měl na Alexandra velký vliv. Alexandr arcibiskupa obdivoval a stal se jeho duchovním synem. V 19 letech se rozhodl stát monachem.
Roku 1926 dokončil gymnázium a s požehnáním arcibiskupa Feofana nastoupil na teologickou fakultu Sofijské univerzity. Dne 3. června 1939 dokončil studium. Měl možnost sloužit v Bulharské pravoslavné církvi, ale rozhodl se sloužit ruské církvi v Podkarpatské Rusi, která byla součástí Československa. Alexandr odeslal žádost a získal odpověď od biskupa Josifa (Cvijoviče), který mu nabídl pozici asistenta sekretáře eparchiální správy v Chustu.
Dne 23. dubna 1931 dorazil na Zakarpatí a 1. května byl zapsán jako zaměstnanec eparchie. Dne 6. května 1931 byl v chrámu ve vesnici Čumaljovo rukopoložen biskupem Josifem na čtece. Dne 17. května 1931 byl v Nikolajevském monastýru ve vesnici Iza postřižen na monacha se jménem Averkij na počest svatého Abercia z Hieropole. Následujícího dne byl rukopoložen na hierodiakona a 7. dubna 1932 v monastýru ve vesnici Domboky biskupem mukačevským a prešovským Damaskinem (Grdaničkim) na jeromonacha.
Dne 18. dubna 1932 byl převeden do užhorodské eparchie, kde působil jako misionář. Dne 1. června 1932 byl jmenován asistentem představeného Nikolajevského monastýru s povinností sloužit ve vesnicích Nankovo a Boronjava. Dne 9. září 1932 byl na žádost věřících jmenován asistentem představeného chrámu Pokrova přesvaté Bohorodice v Užhorodu. Dne 7. srpna 1933 byl jmenován úřadujícím představeným a 23. srpna 1934 stálým správcem užhorodské farnosti.
Dne 7. srpna 1935 začal vydávat eparchiální měsíčník a 1. září 1935 mu bylo uděleno právo nosit nabedrenik. Dne 4. prosince 1935 byl ustanoven učitelem Zákona Božího na státním gymnáziu, na ruských, českých a lidových školách v Užhorodu. Dne 12. prosince 1936 se stal členem eparchiálního soudu mukačevsko-prešovské eparchie a 31. prosince inspektorem a učitelem liturgiky pastoračních kurzů při eparchiální správě. Dne 2. května 1937 byl povýšen na igumena.
Dne 18. listopadu 1938 byl přeložen do biskupské rezidence v Mukačevu. Po Vídeňské arbitráži připadla část Zakarpatí Maďarsku a eparchie se rozdělila na dvě části. Dne 24. prosince 1938 byl jmenován správcem farností maďarské části eparchie. Následující rok byl opět povolán do Mukačeva a 27. dubna 1939 byl jmenován prvním asistentem eparchiální správy. Dne 2. července 1939 byl biskupem Vladimirem (Rajičem) povýšen na protosynkela.
Dne 5. července 1940 získal kanonické povolení přejít z jurisdikce Srbské pravoslavné církve do Ruské pravoslavné církve v zahraničí. Na začátku 1941 začal pobývat v Bělehradě. Byl ustanoven druhým duchovním a ključarem (pomocník představeného) chrámu Svaté Trojice. Sloužil pod vedením metropolity Anastasije (Gribanovského). Vyučoval pastorační teologii a homiletiku v pastoračních kurzech. Po smrti arcibiskupa Feofana (Gavrilova) se stal strážcem zázračné Kurské ikony Matky Boží, se kterou neohroženě navštěvoval domy věřících, zatímco probíhalo bombardování. Dne 23. března 1944 mu bylo uděleno právo nosit náprsní kříž s ozdobami. Dne 7. září se stal knězem chrámu Synodu biskupů RPCZ.
Dne 8. září 1944, několik týdnů před vstupem sovětských vojsk do Bělehradu, byl spolu se synodem biskupů evakuován do Vídně. Dne 19. září 1944 dorazil s metropolitou Anastasijem a dalšími 13 osobami do Německa a 28. září byl povýšen na archimandritu. Dne 10. listopadu se se synodem přestěhovali do Karlových Varů. V souvislosti s novým postupem sovětských vojsk metropolita Anastasij a zaměstnanci synodu se za asistence generála Andreje Andrejeviče Vlasova v polovině dubna přesunuli do Bavorska.
Dne 17. listopadu 1945 se stal duchovním v chrámu svatého Vladimíra v Mnichově. V Mnichově působil také jako učitel na gymnáziu.
Roku 1948 započalo velké přesídlení ruských emigrantů do Nového světa. Dne 24. listopadu 1950 dorazil metropolita Anastasij do USA a fakticky přenesl sídlo RPCZ na toto území. Roku 1950 byl Averkij synodem biskupů jmenován předsedou Misijního a osvětového výboru.
Dne 5. února 1951 byl jmenován učitelem Teologického semináře Svaté Trojice v Jordanville. Dne 17. února 1952 byl schválen jako rektor semináře a tuto funkci vykonával až do své smrti. Roku 1953 jej synod RPCZ zvolil biskupem syracuským a vikářem východoamerické eparchie. Dne 25. května 1953 proběhla jeho biskupská chirotonie. Světiteli byli metropolita Anastasij (Gribanovskij), arcibiskup Vitalij (Maximenko), arcibiskup Ioann (Maximovič), biskup Nykon (Rklyckyj), biskup Serafim (Ivanov) a biskup James (Toombs).
Dne 12. května 1960 se stal představeným monastýru Svaté Trojice v Jordanville. Dne 17. srpna 1961 byl povýšen na arcibiskupa s titulem syracuský a trojický.
V posledních letech svého života byl hodně nemocný a strávil dlouhou dobu v nemocnici. Zemřel 10. dubna 1976 v nemocnici St. Luke's Hospital v Utice na následky mrtvice. Pohřben byl v kryptě katedrálního chrámu monastýru Svaté Trojice v Jordanville.